# Замковая улица (Санкт-Петербург)
За́мковая у́лица — улица в Центральном районе Санкт-Петербурга. Проходит от Садовой улицы до набережной реки Фонтанки.

## История
Первоначально — набережная Инженерного канала (с 1849 по 1875 год). Название дано по Инженерному каналу.

После того, как канал был засыпан, не имела названия.

Современное название дано 16 апреля 1887 года по Михайловскому замку.

## Объекты
Вдоль улицы проходит восстановленный в 2003 году участок Инженерного канала.

## Прилегающие улицы
Улица граничит или пересекает следующие набережную и улицы:
- Садовую улицу
- Кленовую улицу
- набережную реки Фонтанки